# Tulku Urgyen

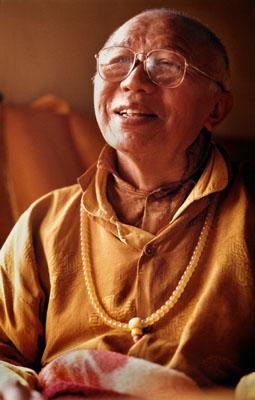
Tulku Urgyen

Tulku Urgyen Rinpoche (tib.: sprul sku o rgyan rin po che; * 1920 in Osttibet; † 13. Februar 1996 in Nepal) war ein tibetisch-buddhistischer Lama der Kagyü- und Nyingma-Linie, der in der Einsiedelei von Nagi Gompa in Nepal lebte. Er wurde vom 15. Karmapa als Tulku des Chowang Tulku und als Tulku des Nubchen Sangye Yeshe (9. Jahrhundert; der die Ngagpa (sngags pa)-Tradition gründete), einem Schüler Padmasambhavas anerkannt. Seine wichtigsten Transmissionen waren die „pointing-out instruction“ (Instruktion des Aufzeigens) und das Chokling Tersar, eine Zusammenfassung aller Bevollmächtigungen, textlichen Autorisierungen und mündlichen Instruktionen von Padmasambhavas Lehren, die von Terchen Chokgyur Lingpa, seinem Urgroßvater, wiederentdeckt wurden.

## Biographie
Tulku Urgyen wurde am zehnten Tag des vierten tibetischen Monats im Jahre 1920 geboren. Er studierte und praktizierte die Lehren sowohl der Kagyü- als auch der Nyingma-Linie des tibetischen Buddhismus.
In der Nyingma-Tradition hielt Tulku Urgyen die vollständigen Lehren der drei großen Meister des letzten Jahrhunderts: Terchen Chokgyur Lingpa, Jamyang Khyentse Wangpo und Kongtrül Lodrö Thaye.
Tulku Urgyen begründete mehrere Klöster und Retreat-Zentren in Nepal. Die wichtigsten dieser Institutionen in der Gegend um Kathmandu sind in Boudhanath, dem Ort des großen Stupa bei der Höhle von Asura, wo Padmasambhava die Mahamudra-Vidyadhara-Ebene manifestierte, und bei dem Stupa von Swayambhunath. Er lebte die meiste Zeit in der Einsiedelei von Nagi Gompa oberhalb des Tals von Kathmandu.
Tulku Urgyen war kein Mönch. Es wurden vier seiner sechs Söhne als Tulkus anerkannt: Chokyi Nyima Rinpoche (als 7. Gar Drubchen), Tsikey Chokling Rinpoche (vom 16. Karmapa als Tulku des Chokgyur Lingpa anerkannt und inthronisiert), Drubwang Tsoknyi Rinpoche (vom 16. Karmapa als Tulku des Drubwang Tsoknyi anerkannt) und der 7. Yongey Mingyur Rinpoche (vom 16. Karmapa und von Dilgo Khyentse anerkannt).
1980 machte Tulku Urgyen in Begleitung seines ältesten Sohnes Chokyi Nyima eine große internationale Reise nach Europa, die Vereinigten Staaten und Südostasien. Es wurden viele Belehrungen zu Dzogchen und Mahamudra gegeben. Seit dieser Zeit wurde jährlich ein Seminar im Kloster Ka-Nying Shedrub Ling zu allgemeiner Meditation, Dzogchen und Mahamudra in Verbindung mit der Sicht des Madhyamaka gegeben.
Seine Reinkarnation will man im März 2006 mit dem vierjährigen Sohn des Chokling Rinpoche gefunden haben (bekannt als Chokling von Neten, nicht zu verwechseln mit Tulku Urgyens Sohn, der Chokling von Tsikey ist). Er lebt im Dorfe Bir in Himachal Pradesh und heißt Urgyen Jigme Rabsel.